# Passos (Minas Gerais)
Passos é um município brasileiro localizado no interior do estado de Minas Gerais, no sul desse estado. Está localizado na Região Geográfica Imediata de Passos, situada na Região Geográfica Intermediária de Varginha. Sua população recenseada em 2022 era de 111 939 habitantes, distribuídos em uma área total de 1.339 km², é o segundo município mais populoso de sua região intermediária e o 26º do estado. Situa-se a 745 metros acima do nível do mar e possui clima tropical de altitude.
A cidade se destaca como polo regional, possuindo uma economia baseada principalmente na agropecuária e no agronegócio, em pequenas indústrias de confecções e móveis, além de um forte setor de serviços. Nos transportes, a cidade é servida principalmente pelas rodovias MG-050 e pela BR-146.

## História
Em meados do século XVIII, com a descoberta de minas de ouro em Jacuí e redondezas, a região se tornou alvo de disputa entre as capitanias de São Paulo e Minas Gerais. Para povoar a região, vieram colonos vindos de Portugal, paulistas vindos de locais como Mogi e mineiros vindos de locais como São João del-Rei e Lavras. Mais colonos mineiros vieram no final do século XVIII, após a Inconfidência Mineira, como consequência da decadência da mineração em núcleos mineradores como Vila Rica, Mariana e São João del-Rei.
Em 1780, após a morte do pai, o jovem padre José de Freitas e Silva se fixou em Jacuí, junto com a mãe Faustina Maria das Neves, e outros familiares, ali criando a Fazenda Bonsucesso, dirigida por Faustina, de cuja colônia, junto às minas do Bonsucesso, surgiu o Arraial da Capoeira (atual cidade de Passos), considerado meio paulista, meio mineiro. Os paulistas ergueram ali uma capelinha em louvor a Santo Antônio.
Nas primeiras décadas do século XIX, chegou ao Arraial da Capoeira o mineiro João Pimenta de Abreu, por cuja iniciativa e de Domingos Barbosa Passos, entre 1829 e 1836, ergueu-se uma capela em louvor ao Senhor Bom Jesus dos Passos, na atual Praça da Matriz de Passos, para substituir a antiga capela de Santo Antônio. O templo do Senhor Bom Jesus dos Passos foi elevada à categoria de capela curada por meio de provisão de 11 de dezembro de 1835.
Graças aos esforços do capelão Francisco de Paula Trindade, a Lei Provincial nº 184, de 3 de abril de 1840, criou a Freguesia de Senhor Bom Jesus dos Passos, subordinada à vila de Jacuí.
A Lei Provincial nº 386, de 9 de outubro de 1848, criou a Vila Formosa do Senhor Bom Jesus dos Passos, desmembrada de Jacuí e sendo instalada em 7 de setembro de 1850, quando tomaram posse os primeiros vereadores da Câmara Municipal. Posteriormente, pela Lei Provincial nº 854, de 14 de maio de 1858, a vila foi elevada à condição de cidade, tendo seu topônimo simplificado para “Passos”.
Em 1921, a ferrovia chegou a Passos, por meio da Companhia Mogiana de Estradas de Ferro, ligando-a ao interior paulista.
Passos perdeu território para a criação dos municípios de Delfinópolis (1938) e São João Batista do Glória (1953).
Com a inauguração da Usina Hidrelétrica de Furnas, na década de 1960, houve uma virada no panorama de Passos, que deixou de ser uma cidade provinciana e rural para se tornar o polo comercial e industrial da região.

## Geografia

### Topografia
A topografia municipal inclui paisagens planas, sendo ligeiramente onduladas em determinados locais, com áreas bem adequadas para a agricultura e pecuária. Os pontos mais elevados situam-se a 1224m, no morro Bom Descanso e a 1125m no morro Garrafão.

### Tipo de solo
Possui solos originados a partir de rochas gnaissicas e xistosas, cuja análise mineralógica demonstra grande riqueza em minerais secundários, como caulinita, ilita e óxidos de Fe e Al, em geral de baixa a média fertilidade. Em algumas situações, entretanto, apresenta solos de alta fertilidade derivados de rochas máficas.

### Recursos hídricos
O município é rico em recursos hídricos, estando situado na bacia do Rio Grande, tendo também o Rio São João, Ribeirão Conquista e Ribeirão Bocaina, maior manancial de abastecimento de água à população de Passos.

### Clima
O clima de Passos é Tropical de Altitude, com temperatura média anual superior a 18 °C e inverno seco. Segundo dados da estação meteorológica automática do Instituto Nacional de Meteorologia (INMET) no município, em operação desde julho de 2006, a menor temperatura registrada em Passos foi de −1,4 °C em 20 de julho de 2021 e a maior atingiu 39,3 °C em 7 de outubro de 2020, superando o recorde anterior de 37,7 °C em 15 de outubro de 2014. A maior rajada de vento alcançou 25 m/s (90 km/h) em 13 de dezembro de 2008. O menor índice de umidade relativa do ar (URA) foi de 10% em quatro ocasiões, a mais recente em 15 de setembro de 2017 e as demais em setembro de 2011, nos dias 6, 7 e 8.
| Dados climatológicos para Passos                                                                   | Dados climatológicos para Passos | Dados climatológicos para Passos | Dados climatológicos para Passos | Dados climatológicos para Passos | Dados climatológicos para Passos | Dados climatológicos para Passos | Dados climatológicos para Passos | Dados climatológicos para Passos | Dados climatológicos para Passos | Dados climatológicos para Passos | Dados climatológicos para Passos | Dados climatológicos para Passos | Dados climatológicos para Passos |
| Mês                                                                                                | Jan                              | Fev                              | Mar                              | Abr                              | Mai                              | Jun                              | Jul                              | Ago                              | Set                              | Out                              | Nov                              | Dez                              | Ano                              |
| -------------------------------------------------------------------------------------------------- | -------------------------------- | -------------------------------- | -------------------------------- | -------------------------------- | -------------------------------- | -------------------------------- | -------------------------------- | -------------------------------- | -------------------------------- | -------------------------------- | -------------------------------- | -------------------------------- | -------------------------------- |
| Temperatura máxima recorde (°C)                                                                    | 36                               | 35,7                             | 33,9                             | 32,9                             | 31                               | 30,6                             | 31,3                             | 34,1                             | 38,2                             | 39,3                             | 35                               | 35                               | 39,3                             |
| Temperatura máxima média (°C)                                                                      | 28                               | 28,2                             | 27,8                             | 26,9                             | 25,5                             | 24,7                             | 25,5                             | 27,1                             | 27,9                             | 28                               | 27,7                             | 27,6                             | 27,1                             |
| Temperatura média (°C)                                                                             | 23                               | 23                               | 22,3                             | 20,9                             | 18,7                             | 17,4                             | 17,7                             | 19,5                             | 21,2                             | 22,2                             | 22,5                             | 22,3                             | 20,9                             |
| Temperatura mínima média (°C)                                                                      | 18,1                             | 17,9                             | 16,9                             | 14,9                             | 11,9                             | 10,1                             | 9,9                              | 12                               | 14,5                             | 16,4                             | 17,4                             | 17                               | 14,7                             |
| Temperatura mínima recorde (°C)                                                                    | 14,7                             | 14,9                             | 13,3                             | 9,3                              | 3                                | 1,8                              | −1,4                             | 1,6                              | 5,2                              | 10,3                             | 11,9                             | 12,3                             | −1,4                             |
| Precipitação (mm)                                                                                  | 266,6                            | 193,5                            | 163                              | 69,7                             | 48,1                             | 19,1                             | 14,1                             | 15,6                             | 58,3                             | 127                              | 165,4                            | 243,3                            | 1 383,7                          |
| Fonte: Jornal do Tempo (médias de temperatura) e EMBRAPA (médias de precipitação)                  |                                  |                                  |                                  |                                  |                                  |                                  |                                  |                                  |                                  |                                  |                                  |                                  |                                  |
| Fonte 2: Instituto Nacional de Meteorologia (INMET) (recordes de temperatura: 19/08/2006-presente) |                                  |                                  |                                  |                                  |                                  |                                  |                                  |                                  |                                  |                                  |                                  |                                  |                                  |

## Demografia

### Etnias
| Cor/Raça | Percentagem |
| -------- | ----------- |
| Branca   | 55,1%       |
| Parda    | 34,7%       |
| Negra    | 9,9%        |
| Amarela  | 0,2%        |
| Indigena | 0,1%        |

Fonte: Censo 2022

## Educação
Escolas estaduais: Escola Estadual Dulce Ferreira de Souza (Polivalente), Escola Estadual Nossa Senhora da Penha, Colégio Tiradentes da Polícia Militar, Escola Estadual São José, Escola Estadual Dr. Tancredo de Almeida Neves, Escola Estadual Nazle Jabur, Escola Estadual Júlia Kubitschek (Colégio Estadual), Escola Estadual Neca Quirino (GOT), Escola Estadual Geraldo Starling Soares, Escola Estadual Deus Universo e Virtude, Escola Estadual Lourenço de Andrade, Escola Estadual Caetano Machado da Silveira, Escola Escola Estadual Professor Jair Santos, Escola Estadual Abraão Lincoln, Escola Estadual Francisco da Silva Maia.
Escolas municipais: Escola Municipal Francina de Andrade, Escola Municipal Amélia Jabace, Escola Municipal Professora Luzia de Abreu, Escola Municipal Professor Hilarino de Moraes, Escola Municipal Professor Ananias Emerenciano Campos, Escola Municipal Jalile Barbosa Calixto, Escola Municipal Emília Leal de Melo, Escola Municipal Angela Aparecida da Silveira, Escola Municipal Dr. Manoel Patti (Mumbuca - Zona Rural), Escola Municipal Professor Silas Roberto Figueiredo, Escola Municipal Coronel Azarias de Melo (Águas - Zona rural), Escola Municipal Geralda Candida de Oliveira (Fazenda Boa Vista - Zona Rural), Escola Municipal Oilda Valeria Silveira Coelho (Fazenda Santa Luzia - Zona Rural). Pré Escolar Municipal Chapeuzinho Vermelho, Pre Escolar Professora Ivanize Prado de Vasconcelos
Escolas particulares: Colégio Del Rey, Escola Senhor dos Passos (ESP), Colégio Status, Colégio Objetivo Atenas, Escola Lua de Cristal, Colégio São Francisco, Colégio Imaculada Conceição (CIC),
Ensino superior e técnico: UEMG - Unidade Passos, Instituto Federal de Educação, Ciência e Tecnologia do Sul de Minas Gerais.,Faculdade de Medicina Atenas, Instituto Educacional Máris Célis, Escola Técnica de Passos (ETEP), Cefan, entre outros.

### Cidade do Saber e da Saúde
A Unidade de Passos da UEMG e a Santa Casa de Misericórdia de Passos se uniram para criar A Cidade do Saber e da Saúde. A Cidade do Saber e da Saúde será um grandioso complexo de estudo, atendimento e pesquisa em saúde, promovendo bem-estar e qualidade de vida. A  Universidade do Estado de Minas Gerais  se propôs a disponibilizar uma área de mais de 590 mil metros quadrados, dentre os quais 200 mil metros quadrados serão de área construída.O projeto prevê três grandes blocos, cada um com 60 mil metros quadrados distribuídos em 18 unidades: Hospital Regional do Câncer de Passos, Hospital Geral, Reabilitação, Unidade de Pronto Atendimento, Cursos de Graduação e Pós-Graduação na área da saúde, Cursos Tecnológicos, Teatro e até uma vila residencial para idosos, dentre outras obras. A Santa Casa, irá permanecer no mesmo lugar, mantendo o atual sistema de atendimento aos usuários.. Com esse grande projeto Passos assume definitivamente a responsabilidade de ser centro de educação e saúde da região Sudoeste de Minas, pretendendo reunir educação, inovação, desenvolvimento em procedimento e tratamentos na área da saúde, e assim se tornar referência, evitando longas viagens para pacientes da região. A Prefeitura de Passos já demonstrou seu apoio ao projeto. A pedra fundamental da futura obra foi lançada em 8 de novembro de 2014, em comemoração aos 150 anos de fundação da Santa Casa, planeja-se que seja concluída em 2020.

### Complexo de Saúde Unimed Sudoeste de Minas.
A Diretoria Executiva da Unimed Sudoeste de Minas assinou o contrato para a aquisição do terreno onde será construído o Complexo de Saúde Unimed Sudoeste de Minas. A área adquirida possui quase 15 mil metros quadrados e fica no final da Avenida Expedicionários, que será estendida até a Rodovia MG 050, passando a ser mais uma entrada para a cidade.
O complexo de saúde pretende oferecer mais conforto, bem como ampliar o atendimento para o beneficiário Unimed que acredita na capacidade da cooperativa em oferecer assistência médica de qualidade para Passos e região.

## Religião

### Igreja Católica
O município pertence à Diocese de Guaxupé.
A cidade e zona rural estão divididas em oito paroquias, sendo elas: Senhor Bom Jesus dos Passos, Nossa Senhora Aparecida N°1, Nossa Senhora das Graças, Nossa Senhora de Fátima, Nossa Senhora da Penha, São Benedito e São Judas Tadeu, São José e Paróquia São Luis Montfort.
Em Passos também está o Mosteiro Carmelita São José, pertencente a Ordem das Carmelitas Descalças, aqui também foi fundada a primeira casa Rogacionista da América Latina, o Educandário Senhor Bom Jesus dos Passos, que iniciou atividades em 18 de Outubro de 1950, onde também funciona o Seminário Menor João Paulo I, fundado em 1980, Na cidade também funciona o Centro de Aprendizagem pró Menor de Passos (CAPP), que foi fundado pelos missionarios da Congregação de Irmãos de São Gabriel, onde até hoje atuam na formação das crianças carentes passenses.

### Protestantismo
O município possui sete Igrejas Presbiterianas e uma Congregação,  pertencentes ao Presbitério Vale do Rio Grande.
Conta também com vários ministérios das Igrejas Assembleia de Deus filiadas à CGADB (Missão, Belém),Assembleia de Deus-Ministério de Passos Filiado à CIMADEMIGO e CGADB e outras  filiada à CONAMAD (Madureira, Brás, ADEG), bem como pertencentes a outras convenções (Min. Ferreira, Min. Itaú de Minas, Min. Pratápolis, Duque de Caxias,etc) .
Possui ainda sete igrejas da Congregação Cristã no Brasil e duas Salas de Oração, pertencentes à regional de Guaxupé. As igrejas são localizadas nos bairros: Aclimação, Embratel, Califórnia, Santa Terezinha, Penha, Casarão e Carmelo que é a igreja Central. As salas de oração são nos bairros Santa Luzia e Novo Horizonte.
Há ainda quatro igrejas Comunidade Evangélica Apostólica Sara Nossa Terra , reunindo aproximadamente mil membros. Está subordinada ao Bispo Antônio Ribeiro Reis e Bispa Nelma de Fátima Lemos Reis (Bispos Regionais)de Minas Gerais, tendo a sede nacional em Brasília - DF.
Há também duas igrejas Casa de Oração (Movimento dos Irmãos).
Há também duas igrejas Batistas filiadas a Convenção Batista Mineira: a PIB Passos( Primeira Igreja Batista em Passos), situada a Av. Arlindo Figueiredo em frente ao terminal rodoviário e a 2ª igreja Batista em Passos, situada a Rua Acre, no bairro Santa Luzia.
Também há uma igreja Pentecostal O Brasil para Cristo, tendo sede nacional em Pompéia - SP, o ministério hoje tem cerca de 1 milhão de membros pelo Brasil espalhados em mais de 4 mil templos.
Além dessas, há diversas outras igrejas e comunidades protestantes.

### Judaísmo
O município possui algumas poucas famílias de origem judaica [1 Passos], principalmente imigrantes alemães, poloneses, italianos e húngaros que vieram refugiados do holocausto ou no final do século XIX. As famílias são quase que inteiramente seculares (laicas) ou até convertidos à fé católica (maioral na cidade), destacados os sobrenomes Goldenstein, Modena, Polonschi, Rubinstein, Liz, Skromiński, Rabinovich, Schumacher, Sulzbacher e Leizerovich.
A secularização e a inserção dessa comunidade em municípios tradicionalmente católicos são itens de pesquisa social e parte dessa questão é abordada em um estudo da  Puc MG - Artigos
Nota-se a presença e atuação do rabino Zelig Sulzbacher no comércio e no apoio comunitário nos anos 1880-1920 no município.
As famílias sefarditas são menos ligadas a qualquer traço de fé judaica, principalmente por hoje serem de maioria católica e além das lápides, nada aparentemente sobrou da cultura explícita sefardita.

## Filhos ilustres
- Selton Mello
- Danton Mello
- Thalles Roberto
- Regis Danese
- Juliano Cezar
- José Neif Jabur
- Cássio Soares
- Edinho Santa Cruz
- Ricardo Alexandre dos Santos

## Eventos
Passos é famosa pelas boas festas, que incluem shows, bares, casas noturnas (boates).